# Garage Inc.
Garage Inc. — альбом группы Metallica, вышедший в 1998 году, представляющий собой сборник кавер-версий песен различных групп.

## Об альбоме
В альбоме исполнены песни музыкантов разнообразных жанров, которые так или иначе повлияли на творчество группы, или же имели большое значение для участников. Сюда вошли песни первопроходцев металла, таких как Black Sabbath, Diamond Head, Боба Сигера и Lynyrd Skynyrd. Используя песни с первого альбома датчан Mercyful Fate Melissa (1983), музыканты записали попурри, которое вошло в альбом под названием Mercyful Fate. Каверы на Discharge и Misfits представили хардкор-панк составляющую.
Версии песен в исполнении Metallica стали популярными, иногда более известными среди массового слушателя, чем оригиналы.
К августу 2013 года альбом разошёлся по миру тиражом более 6 миллионов копий.

## Список композиций

### Диск 1
| №                   | Название                   | Автор(ы)                                                                     | Оригинальный исполнитель (дата)                                | Длительность |
| ------------------- | -------------------------- | ---------------------------------------------------------------------------- | -------------------------------------------------------------- | ------------ |
| 1.                  | «Free Speech for the Dumb» | Гарри Малони, Кевин «Cal» Моррис, Тони «Bones» Робертс, Рой «Rainy» Уэйнрайт | Discharge (1982)                                               | 2:36         |
| 2.                  | «It’s Electric»            | Шон Харрис, Брайан Татлер                                                    | Diamond Head (1980)                                            | 3:34         |
| 3.                  | «Sabbra Cadabra»           | Оззи Осборн, Тони Айомми, Гизер Батлер, Билл Уорд                            | Black Sabbath (1973)                                           | 6:20         |
| 4.                  | «Turn the Page»            | Боб Сигер                                                                    | Боб Сигер (1973)                                               | 6:06         |
| 5.                  | «Die, Die My Darling»      | Гленн Данциг                                                                 | The Misfits (1984)                                             | 2:29         |
| 6.                  | «Loverman»                 | Ник Кейв                                                                     | Nick Cave and the Bad Seeds (1994)                             | 7:53         |
| 7.                  | «Mercyful Fate»            | King Diamond, Ханк Шерманн                                                   | Mercyful Fate (1982, 1983)                                     | 11:11        |
| 8.                  | «Astronomy»                | Джо Бушар, Альберт Бушар, Сэнди Перлман                                      | Blue Öyster Cult (1974)                                        | 6:37         |
| 9.                  | «Whiskey in the Jar»       | Народная/Эрик Белл, Брайан Дауни, Фил Лайнот                                 | Ирландская народная, кавер основан на версии Thin Lizzy (1973) | 5:05         |
| 10.                 | «Tuesday’s Gone»           | Ронни Ван Зант, Гери Россингтон, Аллен Коллинз                               | Lynyrd Skynyrd (1973)                                          | 9:06         |
| 11.                 | «The More I See»           | Малони, Моррис, Уэйнрайт, Питер "Pooch" Пёртл                                | Discharge (1984)                                               | 4:48         |
| Общая длительность: | Общая длительность:        | Общая длительность:                                                          | Общая длительность:                                            | 65:51        |

- «Sabbra Cadabra» также содержит кавер на часть песни Black Sabbath «A National Acrobat»
- «Mercyful Fate» представляет собой попурри песен «Satan’s Fall» (00:00 — 00:42), «Curse of the Pharaohs» (00:43 — 03:53), «A Corpse Without Soul» (03:54 — 05:25), «Into the Coven» (05:26 — 07:14) и «Evil» (07:15 — 11:11) группы Mercyful Fate.

### Диск 2
Все композиции диска 2 были записаны ранее, большинство из них издавались на сторонах «Б» различных синглов группы
| №                   | Название                        | Автор(ы)                                                        | Оригинальный исполнитель   | Длительность |
| ------------------- | ------------------------------- | --------------------------------------------------------------- | -------------------------- | ------------ |
| 1.                  | «Helpless»                      | Харрис, Татлер                                                  | Diamond Head (1980)        | 6:38         |
| 2.                  | «The Small Hours»               | Джон Мортимер, Джон Маккаллим, Брайан Бартли, Рон Левин         | Holocaust (1983)           | 6:43         |
| 3.                  | «The Wait»                      | Джэз Коулман, Джорди Уокер, Мартин Гловер, Пол Фергюсон         | Killing Joke (1980)        | 4:55         |
| 4.                  | «Crash Course in Brain Surgery» | Барк Шелли, Тони Бордж, Рэй Филлипс                             | Budgie (1971)              | 3:10         |
| 5.                  | «Last Caress/Green Hell»        | Гленн Данциг                                                    | The Misfits (1980/1983)    | 3:30         |
| 6.                  | «Am I Evil?»                    | Харрис, Татлер                                                  | Diamond Head (1980)        | 7:50         |
| 7.                  | «Blitzkrieg»                    | Иэн Джонс, Джим Сиротто, Брайан Росс                            | Blitzkrieg (1981)          | 3:37         |
| 8.                  | «Breadfan»                      | Бордж, Филлипс, Шелли                                           | Budgie (1973)              | 5:41         |
| 9.                  | «The Prince»                    | Харрис, Татлер                                                  | Diamond Head (1980)        | 4:26         |
| 10.                 | «Stone Cold Crazy»              | Фредди Меркюри, Брайан Мэй, Роджер Тейлор, Джон Дикон           | Queen (1974)               | 2:19         |
| 11.                 | «So What?»                      | Ник «Animal» Калмер, Крис «Magoo» Эксалл, Клайв «Winston» Блейк | Anti-Nowhere League (1981) | 3:09         |
| 12.                 | «Killing Time»                  | Вивиан Кэмпбелл, Тревор Флеминг, Реймонд Халлер, Дейви Бейтс    | Sweet Savage (1981)        | 3:04         |
| 13.                 | «Overkill»                      | Иэн Килмистер, Эдди Кларк, Фил Тейлор                           | Motörhead (1979)           | 4:05         |
| 14.                 | «Damage Case»                   | Килмистер, Кларк, Тейлор, Мик Фаррен                            | Motörhead (1979)           | 3:40         |
| 15.                 | «Stone Dead Forever»            | Килмистер, Кларк, Тейлор                                        | Motörhead (1979)           | 4:52         |
| 16.                 | «Too Late Too Late»             | Килмистер, Кларк, Тейлор                                        | Motörhead (1980)           | 3:12         |
| Общая длительность: | Общая длительность:             | Общая длительность:                                             | Общая длительность:        | 70:51        |

## Участники записи
- Джеймс Хэтфилд — вокал, гитара
- Кирк Хэммет — гитара
- Джейсон Ньюстед — бас-гитара
- Ларс Ульрих — ударные
- Клифф Бёртон — бас-гитара на «Blitzkrieg» и «Am i Evil?»